# 乞活軍
乞活軍是中國歷史上存在於西晉末年至東晉末年的一群流民武裝部隊。在西晉末年，乞活軍在北方曾多次協助晉朝對抗當時的反叛力量，甚至在永嘉之亂後仍然留在北方與胡人政權軍隊作戰，但後來都相繼向北方後趙政權投降或遷移至江淮一帶。不過乞活軍此後仍然聚集繁衍，在後趙亡後至東晉末年的一段時間仍然有活動的記載。

## 起源
八王之亂期間，匈奴人劉淵於永興元年（304年）在并州起兵反抗晉朝，與時任并州刺史司馬騰作戰。光熙元年（306年），司馬騰調任都督司冀二州諸軍事，移鎮鄴城，當時并州饑荒，司馬騰就帶領田甄、田蘭、任祉、祈濟、李惲及薄盛等并州部眾共一萬多人到鄴城，並到冀州取糧食，這批來自并州的部隊就號稱「乞活」。由於眾人來自於并州，故史籍又寫為「并州乞活」。

## 事跡

### 復仇起兵
永嘉元年（307年），汲桑起兵進攻鄴城，司馬騰兵敗被殺。汲桑等接著於樂陵圍攻前幽州刺史石尟部眾，田甄、田蘭及薄盛等人就以為司馬騰報仇為名起兵討伐汲桑，並領五萬兵救援石尟，但石尟城陷被殺，田甄等亦被汲桑部將石勒所敗。不過，晉軍此時亦加入討伐汲桑，兗州刺史苟晞及冀州刺史丁紹先後大敗汲桑，令汲桑敗奔荏平馬牧；田甄等人遂於樂陵擊殺汲桑。

### 為晉作戰
擊潰汲桑後，主政的太傅、東海王司馬越分別授予田甄、田蘭兄弟汲郡及鉅鹿太守，不過田甄就請求改授魏郡太守，遭到拒絕後懷恨在心。永嘉二年（308年），移屯滎陽的司馬越召集田甄等人，但田甄記恨他而不聽令，司馬越就派了監軍劉望討伐他。劉望北渡黃河後，田甄後撤，李惲及薄盛此時殺死田蘭，率領田蘭部眾歸降司馬越，田甄只好與任祉及祈濟棄軍出奔上黨。
田甄與赦亭等乞活部眾於永嘉二年十一月石勒進攻中丘時戰敗被殺而李惲、薄盛等乞活軍則曾助晉朝抵御漢國軍隊的進攻，並大敗漢將王彌

### 服於北方
永嘉四年（310年），東海王越死於項縣，留在洛陽的何倫及李惲遂奉東海王妃裴氏及東海世子司馬毗等人離京，有大量洛陽人民跟隨，並沿路搶掠。然而行至洧倉時遭石勒擊破，司馬毗及隨行三十六位宗王都遇害，李惲亦只有殺掉妻兒逃到廣宗。永嘉之亂後，大司馬王浚承制假立太子，置百官，就以李惲為青州刺史。建興元年（313年），石勒於上白擊敗李惲，李惲被殺，餘眾因為被俘的另一乞活將領郭敬曾有恩於石勒而得免於坑殺，轉入郭敬麾下改歸石勒。王浚原以薄盛接替李惲青州刺史之位，但薄盛俘虜渤海太守劉既，率領五千戶人向石勒投降。不久王浚亦敗亡於石勒。
另一乞活帥陳午在永嘉之亂後沒有像李惲般北走，轉而留在黃河以南的浚儀，以蓬坡塢聚五千多人自守，都是勇悍善戰的人，並曾與石勒於蓬關一帶爭戰。太興二年（319年），陳午去世，他的從父陳川被部眾推舉為主，繼續統領部眾。不過，陳川以法規管理部眾，沒有像陳午那樣得眾心。陳午死前告戒眾人不要事奉胡人，而後來東晉豫州刺史祖逖為流人張平、樊雅等所攻，陳川亦應其請求派了李頭支援，助其攻下譙城。不過，李頭因奮勇作戰而受祖逖恩遇，常常稱頌祖逖，終招來陳川妒恨而遇害。李頭之死令李頭四百多人的部眾轉投祖逖，陳川知道後更為憤怒，派了魏碩搶掠豫州諸郡，祖逖於是派兵反擊，大敗魏碩並送還所搶掠物資。陳川逼於形勢就違反陳午遺命，北附石勒，石勒亦派了石虎前來增援陳川，但還是給祖逖擊敗，石虎於是收集兵力在豫州掠奪一番後帶著陳川部眾北遷襄國
此後乞活部眾活躍較少，但在永和十年（354年）仍有流御江西的乞活軍敦敞等人叛晉的事，滅亡後趙的冉閔之父冉瞻亦曾於陳午麾下，後才為石虎所獲。桓溫北伐前燕後因反抗桓溫而以壽春叛變的袁真、袁瑾父子麾下亦有數百乞活，並隨袁瑾敗死而遭殺害。淝水之戰後北方大亂，亦有乞活軍黃淮與丁零人翟遼聯合行動，為晉軍所敗。東晉末年關中晉軍失守時，邵平率領部曲及一千多戶并州乞活駐屯金鏞城南，推司馬文榮為主。